# Bengt Göransson (journalist)
Bengt Göransson född 1946 i Malmö, är en svensk kolumnist, författare och journalist som har bott och arbetat i USA i mer än 20 år. Han är sedan länge Wall Street-korrespondent för Sveriges Television och Dagens Industri samt också ansvarig utgivare för Daily Swedish Newswire. 

## Biografi
Göransson började sin journalistkarriär som frilansare för Kvällsposten och Sydsvenskan. Efter avslutade journaliststudier vid Göteborgs universitet blev han nyhetsankare för SVT från 1970 till 1973, SVT:s chefskorrespondent för Östeuropa mellan 1973 och 1980, SVT-korrespondent i Västtyskland 1980 till 1983, utrikeskommentator för SVT i Stockholm från 1983 till 1986, och journalist på 'Master Communication Group', Minneapolis, Minnesota, från 1986 till 1990. 
1978 belönades Bengt Göransson med Stora journalistpriset tillsammans med Lennart Hyland. 

## Böcker
Göransson har publicerat ett flertal böcker, som till exempel: 
- The Communist Pope (Foreign Policy Association)
- Our Voice - Young Swedes About The Future (Liber)
- Germany (Esselte)
- USA (Esselte)
- The New Information Society (Almqvist & Wiksell)